# John Charles Fields
John Charles Fields FRS, FRSC (14 de maio de 1863 — Toronto, 9 de agosto de 1932) foi um matemático canadense.
Fundou a Medalha Fields, destinada a agraciar matemáticos por conquistas excepcionais.
Nascido em Hamilton (Ontário), filho de um proprietário de loja de artigos de couro, Fields graduou-se no "Hamilton Collegiate Institute" em 1880 e na Universidade de Toronto em 1884, seguindo depois para os Estados Unidos, a fim de estudar na Universidade Johns Hopkins. Fields obteve o doutorado em 1887, com a tese Symbolic Finite Solutions and Solutions by Definite Integrals of the Equation dny/dxn = xmy, publicada no American Journal of Mathematics em 1886.
Fields leccionou durante dois anos na Universidade Johns Hopkins, antes de ser professor do Allegheny College em Meadville (Pensilvânia). Desiludido com a situação da pesquisa matemática na América do Norte, seguiu para a Europa em 1891, estabelecendo-se inicialmente em Berlim, Göttingen e Paris, onde  se associou com alguns dos maiores matemáticos do seu tempo, incluindo Karl Weierstrass, Felix Klein, Ferdinand Georg Frobenius e Max Planck. Fields também iniciou uma amizade duradoura com Magnus Gösta Mittag-Leffler. Começou a publicar artigos sobre um novo tópico, funções algébricas, que viria a ser o campo mais profícuo de sua carreira.
Fields regressou ao Canadá em 1902 para leccionar na Universidade de Toronto. De volta à pátria, trabalhou afanosamente para elevar o nível matemático nos círculos académicos e públicos. Fields convenceu a Assembleia Legislativa de Ontário a destinar $75.000 em bolsas de pesquisa anual para universidades e auxiliou a estabelecer o National Research Council of Canada e a "Ontario Research Foundation". Fields foi presidente do Royal Canadian Institute, de 1919 a 1925. Foi responsável directo por Toronto ter sido a sede do Congresso Internacional de Matemáticos de 1924.
Fields é mais conhecido pelo seu papel na criação da Medalha Fields, considerada por alguns como o Prémio Nobel da matemática. Conferida a primeira vez em 1936, a medalha foi reintroduzida em 1950 e desde então é concedida a cada quatro anos. É destinada a dois, três ou quatro matemáticos com idades inferiores a 40 anos, que tenham tido contribuições de destaque na área.
Fields planeou o prémio no final da década de 1920 mas, devido ao seu sério problema de saúde, não vivenciou a concretização da condecoração. Faleceu em 9 de Agosto de 1932 após três meses de padecimento. Em seu testamento destinou $47.000 para os fundos da Medalha Fields.
Foi eleito fellow da Sociedade Real do Canadá em 1907 e fellow da Royal Society em 1913.
O Instituto Fields da Universidade de Toronto foi assim baptizado em sua memória.